# Монтальяни, Виктор
Виктор Монтальяни (англ. Victor Montagliani) — канадский бизнесмен, спортивный функционер,   президент КОНКАКАФ и вице-президент ФИФА.
Монтальяни был футболистом-любителем, выступал за канадский Vancouver Columbus F.C. Окончил Университет Симона Фрейзера.
В 2005 году был избран главой футбольной ассоциации Британской Колумбии. 5 мая 2012 года Виктор стал  президентом Федерации футбола Канады, сменив на этом посту д-ра Доминика Маэстраччи.
В феврале 2016-го  Монтальяни объявил о своём намерении баллотироваться на пост президента конфедерация футбола Северной и Центральной Америки и стран Карибского бассейна. 12 мая он был избран на этот пост, получив 25 голосов из 41 и опередив Ларри Массендена, председателя Футбольной ассоциации Бермудских островов.